# Demycze
Demycze (ukr. Демиче) – dawniej samodzielna wieś, siedziba jednostkowej gminy Demycze. Obecnie w granicach osiedla Zabłotów na Ukrainie. Rozpościera się w północno-zachodniej części Zabłotowa.
W Demyczach urodził się: 1.Modest Słoniowski (1888), członek Polskiej Drużyny Strzeleckiej, pporucznik I Kadrowej Józefa Piłsudskiego, wieloletni prezes ZOR w Łodzi, major WP, doktor prawa, polski adwokat i notariusz, zamordowany w Łodzi 12 listopada 1939 przez Niemców w ramach likwidacji polskiej inteligencji 2. dr Rudolf Czerkiewski (20 stycznia 1888), ostatni dyrektor prywatnego liceum oo. Augustianów w Prokocimiu, 3. Otto Nikodym (3 sierpnia 1887) wybitny polski matematyk. Studiował na Uniwersytecie Lwowskim. W 1924 ożenił się ze Stanisławą Nikodym – pierwszą Polką, która uzyskała doktorat z matematyki. Doktoryzował się w Uniwersytecie Warszawskim w 1927. W 1945/46 wykładał matematykę na Uniwersytecie Krakowskim. W 1947 wyemigrowali Belgii, Francji, a później do Stanów Ziednoczonych, gdzie aktywnie brali udział w pracach naukowych ( twierdzenie Radona-Nikodyma). Doktoryzował się w Uniwersytecie Warszawskim w 1927.

## Historia
Pierwsza wzmianka: Halicz 29 czerwca 1427 – Dokument Szlachty powiatu kołomyjskiego stwierdza, że właścicielem był Steczko  Volkanowicz de Dymicze. Demycze to dawniej samodzielna wieś. W II Rzeczypospolitej stanowiła gminę jednostkową Demycze w powiecie śniatyńskim w województwie stanisławowskim. 15 lipca 1924 włączone do miasta Zabłotowa.
Po wojnie włączone w struktury ZSRR.